# 盧彦倫
盧彥倫（1083年—1151年），臨潢人，辽金时期官员。

## 生平
遼天慶初，蕭貞一留守上京，置為吏，以材幹稱。是時，臨潢境内多盜，而城中兵無統屬的人，府以彥倫有才能，向朝廷推荐，即授殿直、勾當兵馬公事。
遼兵敗於出河店，還至臨潢，散居民家，令給養之，而軍士縱恣侵擾，無所不至，百姓非常厌恶他们。留守耶律赤狗兒不能禁止，乃召軍民諭之曰：「契丹、漢人久為一家，今邊方有警，國用不足，致使兵士久溷父老間，有侵擾亦當相容。」眾皆無敢言者。只有彥倫说：「兵興以來，民間財力困竭，今複使之養土，以國家多故，義固不敢辭。而此輩恣為強暴，人不能堪。且番、漢之民皆赤子也，奪此與彼，謂何。」
初金兵进攻臨潢，軍中有辛訛特刺，以前是臨潢驛吏，與彥倫关系不错，使往招諭，彥倫殺了他。遼授彥倫團練使、勾當留守司公事。

### 降金
天輔四年（1120年），彥倫從留守撻不野出降。授夏州觀察使，權發遣上京留守事。師還，撻不野以城叛，彥倫乃率所部逐撻不野，盡殺城中契丹人，遣使來報。不久，遼將耶律馬哥以兵取臨潢，彥倫拒守七个月。等到援兵赶来，敵解圍去，盧彥倫于是上朝。
天會二年（1124年），知新城事。城邑初建，彥倫為經畫，民居、公宇皆有法。改靜江軍節度留後，知鹹州煙火事。不久，升任靜江軍節度使。
天眷（1138-1140年）初，行少府監兼都水使者，充提點京城大內所，改利涉軍節度使。不到一个月，還，複為提點大內所。彥倫性機巧，能迎合悼后意，由是頗見寵用。过了一年多，遷侍衛親軍馬步軍都指揮使，為宋國歲元使。改禮部尚書，加特進，封郇國公。天德二年（1150年），出為大名尹。明年，詔彥倫營造燕京宮室，以疾卒，年六十九岁。

## 家庭
子：盧璣